# 蕭徳
蕭徳（しょう とく、生没年不詳）は、遼（契丹）の政治家・軍人。蕭唐古とも書かれる。字は特末隠。契丹楮特部の出身。

## 経歴
穏和な性格で、学問に励み、礼法を好んだ。太平年間、牌印・直宿を領した。重熙19年（1050年）、北院枢密副使に進んだ。林牙の耶律庶成とともに律令の改正にあたり、契丹行宮都部署に転じた。
清寧元年（1055年）、同知北院枢密使に転じ、魯国公に封じられた。清寧3年（1057年）、南府宰相に任じられた。清寧5年（1059年）、南京統軍使に転じた。清寧9年（1063年）、再び南府宰相となった。耶律重元の乱が起こると、耶律涅魯古を斬首し、功績により漢王に封じられた。
咸雍元年（1065年）、老年のため引退を願い出たが、許されなかった。咸雍3年（1067年）、尚父の位を加官され、致仕した。享年は72。

## 伝記資料
- 『遼史』巻96 列伝第26